# Jörn Svensson
Jörn Svensson (n. 13 februarie 1936, Frederiksberg, Danemarca – d. 12 noiembrie 2021) a fost un politician suedez. Membru al Partidului Stângii, a servit în Riksdag între 1971 și 1988 și în Parlamentul European între 1995 și 1999, ca parte a Stângii în Parlamentul European – GUE/NGL.